# توبي تورنر
توبي تورنر (بالإنجليزية: Toby Turner)‏ هو يوتيوبي ومنتج أفلام وممثل أمريكي، ولد في 3 مارس 1985 في الولايات المتحدة.

## وصلات خارجية
- توبي تورنر على موقع IMDb (الإنجليزية)
- توبي تورنر على موقع ميوزك برينز (الإنجليزية)
- توبي تورنر على موقع قاعدة بيانات الفيلم (الإنجليزية)